# 472 Roma
472 Roma è un asteroide della fascia principale del diametro medio di circa 47,27 km. Scoperto nel 1901, presenta un'orbita caratterizzata da un semiasse maggiore pari a 2,5434731 UA e da un'eccentricità di 0,0940024, inclinata di 15,80173° rispetto all'eclittica.
Il suo nome è dedicato alla città di Roma.